# تشارلز مورتون (دراج)
تشارلز مورتون (بالإنجليزية: Charles Morton)‏ هو دراج أمريكي، ولد في 1 أكتوبر 1916 في لونغ بيتش في الولايات المتحدة، وتوفي في 20 ديسمبر 1996 في بيكرسفيلد في الولايات المتحدة.

## وصلات خارجية
- تشارلز مورتون على موقع إحصائيات الدراجات الإحترافية (الإنجليزية)
- تشارلز مورتون على موقع أوليمبيديا (الإنجليزية)